# Победа (гора)
Побе́да (якут. Кыайыы Чыпчаала) — гора в Якутии, Россия. Является высшей точкой массива Буордах и хребта Черского, высшая точка Якутии и всего Северо-Востока России. Высота — 3003 м (3147 м — устаревшие данные).
Гора находится примерно в 180 км к северо-востоку от посёлка Усть-Нера и почти на 140 км южнее Полярного круга. Находится в массиве нагорья Черского.
Впервые гора отмечена в конце XVIII века Г. А. Сарычевым, однако не получила названия на русском языке. Гора была открыта повторно в 1945 году, в ходе топографических работ. Название получила в честь победы в Великой Отечественной войне, такое название дал С. В. Обручев.
Оригинальное название горы — якут. Хонохотаас — «каменный гость» (от якут. хонохо — «гость» и якут. таас — «камень»).